# Tindaria jinxingae
Tindaria jinxingae — вид двостулкових молюсків родини Tindariidae. Це морський демерсальний вид, що мешкає у Східно-Китайському морі.